# Prinzzess
Sarah Pershing, més coneguda pel nom artístic de Prinzzess o Prinzzess Felicity Jade, (Florida, 6 de febrer de 1985) és una actriu pornogràfica estatunidenca.
Pershing va néixer el 6 de febrer de 1985 a l'estat de Florida, en el bressol d'una família amb ascendència nativa americana (cherokees i seminoles), hondurenya i hongaresa. Va ser la major d'un total de vuit germans, quatre nois i quatre noies. Els seus pares pertanyien a l'Església Adventista del Setè Dia i eren missioners que es van traslladar d'una comunitat amish, encara que ells no ho eren, a Belize quan ella tenia sis anys i abans de complir els 18 anys es va traslladar a Jacksonville (Florida). L'any 2004, quan tenia divuit anys, va començar la seva carrera com a actriu de cinema per a adults, després de fer algunes sessions com a model de nus durant uns mesos. La seva primera escena pornogràfica va ser la pel·lícula Can You Be A Pornstar? 1 & 2, juntament amb Christie Lee, Jessica Jaymes i Mary Kate Ashley.
El juliol de 2009 va signar un contracte d'exclusivitat amb la companyia de cinema de temàtica lèsbica Girlfriends Films. L'octubre de 2004 va ser nomenada Pet of the Month de la revista Penthouse. Des de l'any 2011, ha mantingut una relació sentimental amb la també actriu pornogràfica India Summer, amb la qual ha rodat diverses escenes. El novembre de 2018 va complir 10 anys de treball amb la productora Girlfriends Films, amb la qual va realitzar 271 escenes lèsbiques al llarg de la dècada.